# NGC 5303B
NGC 5303B is een spiraalvormig sterrenstelsel in het sterrenbeeld Jachthonden. Het hemelobject werd op 16 mei 1787 ontdekt door de Duits-Britse astronoom William Herschel.

## Synoniemen
- MCG 7-28-66
- ZWG 218.46
- KUG 1345+385B
- KCPG 397B
- PGC 48920